# Urban Zakapa
Urban Zakapa (hangul: 어반자카파) är en sydkoreansk musikgrupp bildad 2009 av Fluxus Music.
Gruppen debuterade som nio medlemmar men är sedan 2012 en trio bestående av de två manliga medlemmarna Park Yong-in och Kwon Sun-il, samt den kvinnliga medlemmen Jo Hyun-ah.

## Medlemmar
| Födelsenamn  | Födelsenamn | Födelsedatum     |
| Romanisering | Hangul      | Födelsedatum     |
| ------------ | ----------- | ---------------- |
| Park Yong-in | 박용인      | 7 september 1988 |
| Jo Hyun-ah   | 조현아      | 28 augusti 1989  |
| Kwon Sun-il  | 권순일      | 17 oktober 1988  |

## Diskografi

### Album
| Albuminformation                                 | Topplacering          |
| Albuminformation                                 | Sydkorea (Gaon Chart) |
| ------------------------------------------------ | --------------------- |
| Coffee (EP-skiva) - Släppt: 2 juli 2009          | —                     |
| Sweety You (EP-skiva) - Släppt: 10 december 2009 | —                     |
| 01 (Studioalbum) - Släppt: 17 maj 2011           | —                     |
| Beautiful Day (EP-skiva) - Släppt: 3 april 2012  | —                     |
| 02 (Studioalbum) - Släppt: 30 oktober 2012       | 1                     |
| 03 (Studioalbum) - Släppt: 3 december 2013       | 11                    |
| 04 (Studioalbum) - Släppt: 7 november 2014       | 8                     |
| UZ (EP-skiva) - Släppt: 28 maj 2015              | 11                    |
| STILL (EP-skiva) - Släppt: 27 maj 2016           | 20                    |

### Singlar
| År   | Titel                           | Topplacering          |
| År   | Titel                           | Sydkorea (Gaon Chart) |
| ---- | ------------------------------- | --------------------- |
| 2009 | "Café Latte"                    | —                     |
| 2011 | "Just a Feeling"                | 59                    |
| 2011 | "Snowing"                       | 32                    |
| 2012 | "Beautiful Day"                 | 41                    |
| 2012 | "I Hate You"                    | 9                     |
| 2013 | "Walk Backwards"                | 8                     |
| 2014 | "Like a Bird"                   | 28                    |
| 2014 | "Consolation"                   | 21                    |
| 2014 | "Self-Hatred"                   | 69                    |
| 2014 | "The Space Between" (med Soyou) | 3                     |
| 2015 | "Get" (med Beenzino)            | 10                    |
| 2016 | "I Don't Love You"              | 1                     |
| 2016 | "Thursday Night" (med Beenzino) | 2                     |

### Soundtrack
| År   | Titel                     | Topplacering          | Drama                                |
| År   | Titel                     | Sydkorea (Gaon Chart) | Drama                                |
| ---- | ------------------------- | --------------------- | ------------------------------------ |
| 2013 | "Love Afternoon"          | 44                    | Ad Genius Lee Tae-baek               |
| 2013 | "Just a Little Bit"       | 15                    | Nine: Nine Time Travels              |
| 2015 | "A Different You"         | 30                    | Let's Eat                            |
| 2016 | "Such" (av Kang Hyun-min) | 57                    | Cheese in the Trap                   |
| 2016 | "No Way"                  | 24                    | Doctor Crush                         |
| 2016 | "Falling"                 | 60                    | W                                    |
| 2016 | "That Kind of Night"      | —                     | My Wife's Having an Affair this Week |
| 2017 | "Wish"                    | 2                     | Guardian: The Lonely and Great God   |